# Lenza (torrente)
Il Lenza è un torrente della provincia di Varese, affluente del Ticino. Nasce nelle zone umide di Cadrezzate e scorre in direzione nord-sud confluendo nel Ticino a Sesto Calende, poco prima del ponte. Attraversa i comuni di Cadrezzate  e Sesto Calende.
La fauna ittica comprende la trota fario, il vairone, la lampreda padana, il ghiozzo padano, il persico sole, la sanguinerola, l'alborella, l'anguilla e il cavedano.